# Amata xanthoma
Amata xanthoma là một loài bướm đêm thuộc phân họ Arctiinae, họ Erebidae.